# Millettia hylobia
Millettia hylobia är en ärtväxtart som beskrevs av Lucien Leon Hauman. Millettia hylobia ingår i släktet Millettia och familjen ärtväxter. IUCN kategoriserar arten globalt som livskraftig. Inga underarter finns listade i Catalogue of Life.